# Frankfort (Dakota del Sur)
Frankfort es una ciudad ubicada en el condado de Spink en el estado estadounidense de Dakota del Sur. En el Censo de 2010 tenía una población de 149 habitantes y una densidad poblacional de 73,01 personas por km².

## Geografía
Frankfort se encuentra ubicada en las coordenadas 44°52′40″N 98°18′33″O / 44.87778, -98.30917. Según la Oficina del Censo de los Estados Unidos, Frankfort tiene una superficie total de 2.04 km², de la cual 2.04 km² corresponden a tierra firme y (0%) 0 km² es agua.

## Demografía
Según el censo de 2010, había 149 personas residiendo en Frankfort. La densidad de población era de 73,01 hab./km². De los 149 habitantes, Frankfort estaba compuesto por el 94.63% blancos, el 0% eran afroamericanos, el 3.36% eran amerindios, el 0% eran asiáticos, el 0% eran isleños del Pacífico, el 2.01% eran de otras razas y el 0% pertenecían a dos o más razas. Del total de la población el 2.01% eran hispanos o latinos de cualquier raza.